# La edad de la inocencia (película)
La edad de la inocencia (en inglés, The Age of Innocence) es una adaptación cinematográfica de 1993 de la novela homónima de 1920 escrita por Edith Wharton, dirigida por Martin Scorsese, protagonizada por Daniel Day-Lewis, Michelle Pfeiffer y Winona Ryder y producida por Columbia Pictures.
La película ganó el Premio Óscar al mejor diseño de vestuario y fue candidata en las categorías de mejor actriz de reparto (Winona Ryder), mejor guion adaptado, mejor banda sonora original y mejor dirección de arte. Su eslogan promocional fue: «En un mundo de hipocresía y traición, ellos se atrevieron a romper las normas».

## Argumento
La película se desarrolla en la Nueva York de la década de 1870, en un ambiente aristocrático donde todos los personajes están relacionados por parentesco y constreñidos por reglas sociales estrictas. Newland Archer (Daniel Day-Lewis) es un joven abogado descendiente de una ilustre dinastía que está prometido con la ingenua, pero bella, May Welland (Winona Ryder), una joven miembro de una de las familias más importantes y acaudaladas de los Estados Unidos y educada para aprender a controlar sus sentimientos y a realizar los actos que su entorno social espera de ella. Todo esto cambia cuando regresa a la ciudad la prima de ésta, la ahora condesa Ellen Olenska (Michelle Pfeiffer), que acaba de abandonar Europa dejando a su infiel y abusivo esposo, para refugiarse con su familia paterna de Nueva York, los Mingott.
La condesa Ellen Olenska, a quien se describe como una mujer fatal, de espíritu libre, ansiosa de disfrutar de la vida y hastiada de los convencionalismos del alto círculo social al cual pertenece, regresa a la ciudad en busca del consuelo y apoyo de su familia, en especial de su abuela, Manson Mingott (Miriam Margolyes), a la que se considera la matriarca de Nueva York por encontrarse relacionada su familia con todas las demás familias importantes de la ciudad, sea por sangre o por matrimonio. Las cualidades de la condesa Olenska atraen inmediatamente a Newland Archer, enamorándose perdidamente de ella, pero intentado disimular sus sentimientos para no ser descubierto.
Ellen, cansada de su mal matrimonio y de haber «vagado» por toda Europa desde su niñez junto a sus padres hasta casarse con el violento Conde Olenski, decide volver a Estados Unidos para establecerse y solicitar el divorcio. No obstante, la familia Mingott trata de evitar el escándalo de un divorcio y disuaden a Ellen con gran disimulo y delicadeza para que elija entre retornar a Europa junto a su brutal esposo o vivir cohibida, de acuerdo con las asfixiantes reglas sociales establecidas en su mundo. Ellen Olenska acepta esta última opción, en gran medida para que el escándalo no perjudique a Newland y a su prima May. A pesar del cariño que le profesa a May, Ellen no puede evitar sentirse atraída por Newland Archer, quien ha sido el único hombre de la élite local que ha mostrado una verdadera disposición a apoyarla y ayudarla. Archer, en la intimidad, sufre intensamente por el amor que siente hacia Olenska.
Por otra parte, luego de mucho insistir a la familia y con el apoyo de la abuela Mingott y de la propia Ellen, Newland consigue que los padres de May cedan y que el matrimonio (por conveniencia) se celebre antes de los dos años de compromiso acostumbrados en la época. Todo esto sucede justamente en el momento en que acepta en su mente y en su corazón que está enamorado profundamente de Ellen. Archer declara su amor a Ellen, pero ella, a pesar de corresponder a sus sentimientos, no da ninguna oportunidad de establecer una relación con Archer, debido a su terrible experiencia personal. Archer parece no resignarse a su destino, aunque sigue manteniendo su compromiso con May.
Una vez casados, Newland y May se van a Europa de luna de miel durante casi dos años. Durante ese tiempo, Newland se dedica a tratar de olvidar a Ellen, mientras va descubriendo que su esposa May no es la niña ingenua que él pensaba, sino una mujer muy sagaz, calculadora consumada, y sutilmente manipuladora, escondiendo esta personalidad detrás de un hermoso rostro y angelical sonrisa.
Cuando regresan a los Estados Unidos, Newland piensa que ya ha dejado de amar a Ellen Olenska. Sin embargo, en una escena determinante de la película, mientras visitan a la abuela en la casa de veraneo, le envían a buscar a Ellen a la playa y cuando la ve toma una decisión: él anuncia su llegada pero si Ellen se vuelve el rostro hacia él antes de que un velero pasara frente a un faro, iría a buscarla y lo dejaría todo por ella. Pero Ellen no se vuelve, así que Newland decide continuar su vida al lado de May, llevando una carga que cada día se va haciendo más pesada y asfixiante para él. Archer incluso intenta desvelar sus sentimientos a May, pero ella frena cada intento que realiza con diferentes argumentos. 
Pasan varios meses de encuentros y desencuentros, en los cuales los recuerdos siguen acosando a Newland, hasta que decide que ya no puede más y le pide a Ellen que sea su amante, en un mensaje que incluye la llave de un lugar donde encontrarse, pero ya es muy tarde, ya que Ellen ha decidido volver a Europa a vivir sola y le devuelve la carta a Newland sin siquiera leerla. Sin embargo, en la cena de despedida que le ofrecen a Ellen en su propia casa, Newland descubre que May lo había orquestado todo cuidadosamente para evitar que Newland la abandonara por Ellen: luego de marcharse los invitados, Newland planeaba informar a May que se irá de viaje a Europa, pero May se le adelanta y le dice que está embarazada, y que ella misma ha contado la noticia a Ellen Olenska dos semanas atrás. Se infiere así que esta sorpresiva noticia -el embarazo de May- ha precipitado la decisión de Ellen Olenska de irse a Europa. Y así Newland Archer, quien en su fuero interno siempre criticó todas las costumbres pero era incapaz de desafiarlas, decide afrontar el embarazo de su joven esposa y renuncia a la felicidad junto a Ellen Olenska.
En una sola escena se describen 26 años de vida matrimonial, contando cómo Newland aprendió a vivir con el destino que ha elegido, cumpliendo con todos los deberes sociales que se esperaban de él y May como miembros distinguidos de la aristocracia neoyorquina de esa época; May muere de pulmonía, contraída al cuidar del menor de sus tres hijos. Poco después de este acontecimiento -ya en la década de 1890- en un viaje que Archer realiza a París con su hijo mayor, Ted, este le revela que un día antes de morir, su madre le dijo cómo "siempre podría contar con su padre", porque a pesar de amar a su prima Ellen, al informarle de su embarazo, su padre puso de lado sus propios deseos de marcharse a Europa y se quedó a su lado cumpliendo sus obligaciones de esposo y padre. Ted afirma que May, antes de morir, le declaró "tu padre abandonó lo que más deseaba cuando yo se lo pedí" pero Newland a su vez le confiesa a su hijo "en verdad tu madre nunca me pidió eso". 
Ted concierta entonces una visita de su padre a la condesa Olenska, que vive sola en París y, ante la perspectiva de volver a ver a su amada, Newland vacila y pide a su hijo entrar él solo en la casa de Olenska. En ese instante se proyectan en la mente de Newland los recuerdos más gratos de los momentos pasados con Olenska 26 años antes, y en su mente, al pasar el velero frente al faro, ella se vuelve y sonríe, pero al abrir los ojos, recuerda que la realidad es distinta y medita que ya es muy tarde para ellos dos. Incapaz, una vez más, de desafiar a una sociedad que ahora es, en apariencia, muy distinta a la de entonces y por miedo a escandalizar a una nueva generación que desconoce este mundo de intrigas de sus padres, Newland rechaza llamar a la puerta de Ellen y se retira caminando lentamente por las calles de París.

## Reparto
- Daniel Day-Lewis como Newland Archer
- Michelle Pfeiffer como Ellen Olenska
- Winona Ryder como May Welland
- Miriam Margolyes como Manson Mingott
- Geraldine Chaplin como Sra. Welland
- Michael Gough como Henry van der Luyden
- Richard E. Grant como Larry Lefferts
- Mary Beth Hurt como Regina Beaufort
- Robert Sean Leonard como Ted Archer
- Norman Lloyd como Sr. Letterblair
- Alec McCowen como Sillerton Jackson
- Siân Phillips como Sra. Archer
- Carolyn Farina como Janey Archer
- Jonathan Pryce como Rivière
- Alexis Smith como Louisa van der Luyden
- Stuart Wilson como Julius Beaufort
- June Squibb como la empleada de la Sra. Mingott
- Joanne Woodward como la narradora
- Domenica Cameron-Scorsese como Katie Blenker

## Música
Piezas musicales incluidas en la banda sonora:
| Título                                                | Compositor                  | Interpretación                                            |
| ----------------------------------------------------- | --------------------------- | --------------------------------------------------------- |
| Fausto                                                | Charles Gounod              |                                                           |
| Sonata para piano n.º 8 en do menor, Op 13 (Patética) | Ludwig van Beethoven        |                                                           |
| Marcha Radetzky                                       | Johann Strauss I            | Orquesta Sinfónica de Radio Berlín                        |
| Vals del Emperador                                    | Johann Strauss II           | Orquesta Filarmónica de Londres                           |
| Vida de artista                                       | Johann Strauss II           | Leonard Bernstein y la Orquesta Filarmónica de Nueva York |
| Cuentos de los bosques de Viena                       | Johan Strauss II            | Orquesta Filarmónica de Londres                           |
| Quintet in B Flat, Op 87, 3rd Movement                | Felix Mendelssohn Bartholdy | Academy Chamber Ensemble                                  |
| Marble Halls                                          | Enya, Roma Ryan, Nicky Ryan | Enya                                                      |

## Premios y nominaciones

### Premios Óscar de 1993
| Premio                    | Persona                         | Resultado  |
| ------------------------- | ------------------------------- | ---------- |
| Mejor actriz de reparto   | Winona Ryder                    | Candidata  |
| Mejor guion adaptado      | Jay Cocks Martin Scorsese       | Nominados  |
| Mejor banda sonora        | Elmer Bernstein                 | Candidato  |
| Mejor diseño de vestuario | Gabriella Pescucci              | Ganadora   |
| Mejor dirección de arte   | Dante Ferretti Robert J. Franco | Candidatos |

### Globos de Oro
| Premio                  | Persona                | Resultado |
| ----------------------- | ---------------------- | --------- |
| Mejor película - Drama  | Mejor película - Drama | Candidata |
| Mejor director          | Martin Scorsese        | Candidato |
| Mejor actriz - Drama    | Michelle Pfeiffer      | Candidata |
| Mejor actriz de reparto | Winona Ryder           | Ganadora  |